# Molly Malene Stensgaard
Molly Malene Stensgaard (* 22. Januar 1966 in Kopenhagen) ist eine dänische Filmeditorin.

## Leben
Stensgaard studierte an der Dänischen Filmschule. Ab 1994 schnitt sie fast alle Produktionen des Regisseurs Lars von Trier. Auch für Annette K. Olesen und Ole Bornedal war sie tätig. Ihr Schaffen umfasst mehr als 30 Film- und Fernsehproduktionen.
2007 gehörte sie zur Jury der Berlinale. 2015 wurde sie mit dem Spezialpreis des Bodil geehrt.
2017 wurde sie in die Academy of Motion Picture Arts and Sciences (AMPAS) aufgenommen, die jährlich die Oscars vergibt.

## Filmografie (Auswahl)
- 1994–1997: Hospital der Geister (Riget, Mini-Serie, acht Folgen)
- 1995: Final Hour (Sidste Time)
- 1998: Idioten (Idioterne)
- 2000: Dancer in the Dark
- 2002: Dina – Meine Geschichte (Jeg Er Dina)
- 2003: Dogville
- 2004: In deinen Händen (Forbrydelser)
- 2005: Manderlay
- 2006: The Boss of It All (Direktøren for det hele)
- 2007: Faul im Staate Dänemark (Hvordan vi slipper af med de andre)
- 2011: Melancholia
- 2013: Nymphomaniac
- 2015: Unter dem Sand – Das Versprechen der Freiheit (Under Sandet)
- 2018: The House That Jack Built
- 2018: Aquarela